# Buriano (Castiglione della Pescaia)
Buriano is een plaats (frazione) in de Italiaanse gemeente Castiglione della Pescaia.